# 588. Volksgrenadier-Division
Die 588. Volksgrenadier-Division, später auch Infanterie-Division Möckern, war ein Großverband der deutschen Wehrmacht im Zweiten Weltkrieg.

## Geschichte
Die 588. Volksgrenadier-Division wurde Anfang September 1944 in der 32. Aufstellungswelle auf dem Truppenübungsplatz Groß Born in Pommern im Wehrkreis II als Volksgrenadier-Division aufgestellt.
Ab dem 28. September 1944 wurde die Division auch Infanterie-Division Möckern bezeichnet. Die Infanterie-Division Möckern war eine sogenannte Schatten-Division. Die Benennung erfolgte nach dem Schlachtort des Gefechts bei Möckern. Der Divisionsname bezieht sich, wie der der Infanterie-Division Niedergörsdorf, Infanterie-Division Dennewitz, Infanterie-Division Katzbach und der Infanterie-Division Groß-Görschen auf Orte der Befreiungskriege.
Noch in der Aufstellungsphase befindlich, wurde die Division am 27. Oktober 1944 umbenannt in die bis dahin noch nicht gebildete 320. Volks-Grenadier-Division.
Die Gliederung der sogenannten Division war:
- Grenadier-Regiment Möckern 1
- Grenadier-Regiment Möckern 2
- Grenadier-Regiment Möckern 3
- Artillerie-Bataillon Möckern